# Krigsåret 1809

## Pågående krig
- Dansk-svenska kriget (1808-1809)[1]
  - Danmark och Frankrike på andra sidan
  - Sverige och Storbritannien på ena sidan

- Finska kriget (1808-1809)[1]
  - Ryssland på ena sidan
  - Sverige på andra sidan

- Napoleonkrigen (1803-1815)[2]
  - Frankrike på ena sidan
  - Storbritannien och Österrike på andra sidan.

- Rysk-persiska kriget (1804-1813)
  - Persien på ena sidan
  - Ryssland på andra sidan

- Rysk-turkiska kriget (1806-1812)
  - Ryssland på ena sidan
  - Osmanska riket på andra sidan

- Sydamerikanska självständighetskrigen (1808-1829)
  - Spanien på ena sidan.
  - Sydamerikaner på andra sidan.

## Händelser
- 21-22 maj - Österrikes ärkehertig Karl lyckades tillfoga Napoleon ett svidande nederlag i slaget vid Aspern-Essling.
- 6 juni - österrikarna besegras av Napoleons armé i slaget vid Wagram.
- 17 september - Finska kriget avslutas och leder till att Sverige tvingas avträda Finland till Ryssland.

## Födda
- okänt datum – François Certain Canrobert, fransk fältmarskalk.

## Avlidna
- 4 april – Vasilij Tjitjagov, rysk amiral.
- 31 maj – Jean Lannes, fransk fältmarskalk.
- 12 augusti – Michail Kamenskij, rysk fältmarskalk.

### Fotnoter
1. 1 2  ”WHKMLA”. http://www.zum.de/whkmla/military/napwars/russwed180809.html. Läst 30 juni 2011.
2. ↑  ”World Statesmen”. http://www.worldstatesmen.org/WARS.html. Läst 28 juni 2011.